# Josh Boone
Josh Boone (nascido em 5 de abril de 1979) é um cineasta americano. Ele é mais conhecido por dirigir a adaptação cinematográfica do drama romântico A Culpa é das Estrelas (2014). Boone também escreveu e dirigiu a comédia romântica Ligados Pelo Amor (2012) e o filme de terror de super-heróis Os Novos Mutantes (2020). Em 2020, dirigiu o primeiro e o último episódio da minissérie The Stand.

## Carreira
Boone estreou no cinema como roteirista e diretor do filme de comédia romântica e dramática "Ligados Pelo Amor", que estreou em setembro de 2012 no Festival Internacional de Cinema de Toronto. O filme teve um lançamento limitado nos cinemas dos Estados Unidos em julho de 2013. O filme recebeu críticas mistas a positivas.[carece de fontes?]
Em fevereiro de 2013, Boone foi contratado para dirigir o filme de comédia romântica dramática A Culpa é das Estrelas, baseado no romance homônimo de John Green, de 2012. O filme foi lançado no ano seguinte, recebendo críticas positivas e inúmeros prêmios. Em setembro de 2013, Boone anunciou que estava trabalhando em uma adaptação do romance Lisey's Story, de Stephen King, mas desistiu do projeto logo depois.[carece de fontes?]
Em 25 de fevereiro de 2014, foi confirmado que Boone foi contratado para escrever e dirigir uma adaptação do romance de terror/fantasia de Stephen King, The Stand, trabalhando em colaboração com a Warner Bros. Em novembro do mesmo ano, Boone revelou que planejava dividir sua adaptação em quatro longas-metragens em um esforço para permanecer fiel à grandiosidade do extenso romance de King. Boone também estava em negociações iniciais com a Universal Studios em agosto de 2014 para roteirizar e dirigir uma adaptação de The Vampire Lestat, o segundo romance de Vampire Chronicles da autora Anne Rice. A adaptação cinematográfica combinaria elementos do segundo e terceiro livros da série. No entanto, o projeto foi cancelado porque a Universal não renovou seu contrato sobre o trabalho de Rice.

## Filmografia
| Ano  | Título                 | Diretor    | Escritor                         | Produtor                                           |
| ---- | ---------------------- | ---------- | -------------------------------- | -------------------------------------------------- |
| 2012 | Ligados pelo Amor      | Josh Boone | Josh Boone                       | Judy Cairo                                         |
| 2014 | A Culpa é das Estrelas | Josh Boone | Scott NeustadterMichael H. Weber | Wyck Godfrey Marty Bowen                           |
| 2020 | Os Novos Mutantes      | Josh Boone | Josh Boone Knate Lee             | Simon Kinberg Karen Rosenfelt Lauren Shuler Donner |
| 2025 | Se Não Fosse Você      | Josh Boone | Susan McMartin                   | Robert Kulzer Anna Todd                            |

## Links externos
- Josh Boone. no IMDb.
- Josh Boone no Instagram